# اعدان بن عبادل (المفلحي)

تعديل مصدري - تعديل

اعدان بن عبادل هي إحدى قرى عزلة المفلحي بمديرية المفلحي التابعة لمحافظة لحج، بلغ تعداد سكانها 433 نسمة حسب تعداد اليمن لعام 2004.